# The Day Before You Came
«The Day Before You Came» (en español: «El día antes de que llegaras») es una canción y un sencillo que publicó el grupo sueco ABBA. Es el primero de su colección The Singles: The First Ten Years. 

## La canción
Fue escrita por Benny y Bjórn. Fue grabada el 20 de agosto de 1982, en los Polar Studios, llamada primeramente "Den Lidande Fågeln" y posteriormente "Wind". La canción habla sobre cómo era un día normal en la vida de una chica antes de que encontrara a su verdadero amor (o antes de que muriera). A menudo se considera la letra como la mejor que Bjorn haya escrito para ABBA. Este tema viene incluido en The Singles: The First Ten Years como el tema 9 del disco 2 y en The Visitors como el Bonus Track #13
De las 6 canciones que ABBA grabó en 1982, "The Day Before You Came" fue una de las únicas 2 que fueron lanzadas como sencillo. La canción fue terminada durante la última sesión de grabación del grupo en agosto de 1982, y posee ciertas características que la hacen especial: en la canción sólo se escucha la voz de Agnetha y varios sintetizadors a cargo de Benny, mientras la guitarra de Björn aparece sólo 30 segundos, y la voz de Frida mezclada con los sintetizadores va formando unos coros más bien lúgubres.Todo esto va creando una atmósfera en la canción que la hace una de las más extrañas grabaciones de ABBA. 
El sencillo mostró un declive en el éxito comercial de ABBA. Aunque logró alcanzar el Top 5 en varios países como Suecia, Finlandia, Noruega, Suiza, Bélgica, Polonia, Alemania, Holanda y Canadá, se estancó en el nº32 en el Reino Unido, en México en el nº19 y en Australia en el nº48. En Estados Unidos ni siquiera pudo entrar a los charts. En el Reino Unido fue su segundo sencillo menos exitoso desde "I Do, I Do, I Do, I Do, I Do" en 1975, solo sobre pasándolo por 6 puestos.
El grupo británico Blancmange hizo una versión de la canción, que llegó al lugar nº22 en las listas del Reino Unido.

## Cassandra
'Cassandra fue el lado B del sencillo. Fue escrita por Benny y Björn, siendo grabada el 2 de agosto de 1982, en los estudios de Polar Music, llamada primeramente "El Paso". Era una canción nueva, que sólo se podía conseguir a través del single. Después apareció como el Bonus Track de The Visitors como la pista número 12.
En la mitología griega, Casandra (en griego Κασσάνδρα, "la que enreda a los hombres") era hija de Hécuba y Príamo, reyes de Troya. Fue sacerdotisa de Apolo, con quien pactó, a cambio de un encuentro carnal, la concesión el don de la profecía. Sin embargo, cuando accede a los arcanos de la adivinación, rechaza el amor del dios; este, viéndose traicionado, la maldice escupiéndole la boca: seguiría teniendo su don, pero nadie creería jamás en sus pronósticos. Tiempo después, ante su anuncio repetido de la inminente caída de Troya, ningún ciudadano dio crédito a sus vaticinios.
Cassandra fue lanzado como sencillo en algunos países, pero no tuvo mucho éxito en las listas, y sólo logró entrar al Top 30 de los charts de radio en Polonia.

## El video
El video de The Day Before You Came fue grabado en Estocolmo el 21 de septiembre de 1982. El mismo muestra al actor Jonas Bergström y a Agnetha, actuando un romance, alternando imágenes oníricas y vívidas, dando lugar a distintas interpretaciones de la letra. También hay imágenes del grupo en un teatro, en que los 4 están muy distanciados y pensativos. Fue dirigido por Kjell Sundvall y Kjell-Ake Andersson.
Actualmente está disponible en los DVD The Definitive Collection (DVD) y en ABBA: 16 Hits.

## Posicionamiento

### "The Day Before You Came"
| Lista                                     | Posición |
| ----------------------------------------- | -------- |
| Alemania Top 50 Airplay Singles           | 1        |
| Finlandia Top 40 YLE Singles              | 1        |
| Bélgica Top 30 BRT Singles                | 1        |
| Dinamarca Top 40 Singles                  | 1        |
| Finlandia Suosikki Singles                | 1        |
| Holanda Top 30 National Hitparade Singles | 3        |
| Holanda Dutch Top 40 Singles              | 1        |
| Suecia Top 60 Sverige Singles             | 1        |
| Polonia Top 40 Trójka Radio               | 1        |
| Suiza Top 25 Die Sonntags-BLICK-Hitparade | 1        |
| Alemania Top 50 Media Control Singles     | 5        |
| Canadá RPM Adult Contemporany             | 5        |
| Noruega Top 20 VG Singles                 | 5        |
| Austria Top 75 Singles                    | 3        |
| Irlanda Top 30 IRMA Singles Chart         | 1        |
| Zimbabwe Top 20 Singles                   | 1        |
| México Lista de Sencillos Internacionales | 1        |
| España Los 40 Principales                 | 1        |
| UK Singles Chart                          | 1        |
| Francia Top 40 Singles                    | 1        |
| Australia Top 50 ARIA Singles Chart       | 1        |

### "Cassandra"
| Lista                 | Posición |
| --------------------- | -------- |
| Polonia Top 40 Trójka | 1        |

### Trayectoria en las listas
| Posición | 41 | 32 | 35 | 35 | 37 | 46 |

| Posición | 93 | 67 | 61 | 61 | 48 | 51 | 56 | 80 |

### Listas de Fin de Año
| País         | Posición | Año  |
| ------------ | -------- | ---- |
| Bélgica      | 27       | 1982 |
| Países Bajos | 65       | 1982 |